# 940 v.Chr.
Het jaar 940 v.Chr. is een jaartal volgens de christelijke jaartelling.

## Gebeurtenissen

### Israël
- De Israëlieten vestigen handelsposten in Tharsish, Libië, Etrurië en Ophir.